# Rafael Perazza
Rafael Perazza – miasto w Urugwaju, w departamencie San José.